# Обыкновенная медянка
Обыкнове́нная медя́нка (лат. Coronella austriaca) — вид неядовитых змей из семейства ужеобразных.

## Описание
Длина тела редко превышает 60—70 см. Самцы немного меньше самок. Хвост в 4—6 раз короче тела. Гладкие спинные чешуйки имеют ромбовидную или шестиугольную форму. На брюшных щитках заметны кили, образующие ребра по краям брюха. Анальный щиток разделен на два, редко — на три.| Межчелюстной щиток сильно вклинивается между межносовыми. Вокруг середины туловища — 19 чешуй, вдоль брюха — 150—182 щитка у самцов и 170—200 у самок, подхвостовых — 40—70 пар. В первом вертикальном ряду у неё расположено два (реже один) теменных щитка, во втором — 2— 3. Ноздря находится между двумя носовыми щитками, предглазничный щиток один (реже два), подглазничный отсутствует (иногда его заменяет мелкий щиток, лежащий между вторым и третьим верхнегубными щитками или над третьим), заглазничных щитков — два.
От других европейских змей медянка хорошо отличается по наличию тёмной полосы, проходящей через глаз в совокупности со зрачком круглой формы. На верхней стороне тела по бокам от позвоночника расположено 2—4 ряда вытянутых поперёк пятен (которые могут быть выражены очень слабо и почти не заметны, но зачастую отчётливо видимыми на шее), иногда сливающихся в полоски. На затылке у неё имеются объединяющиеся друг с другом два тёмных пятна или полоски. Окраска спины медянки варьируется от серой до жёлто-бурой и коричнево-медно-красной. Иногда встречаются медянки тёмного окраса, а также почти чёрные — с меланизмом. Так, на Саралинском участке Волжско-Камского заповедника республики Татарстан 30 % от популяции вида имеют нетипичный для этой змеи чёрный или чёрно-бурый окрас. В Волгоградской области доминируют особи светло-коричневого окраса (60 %). Цвет брюха у медянок — от серого или синевато-стального до коричнево-красного оттенка, иногда с тёмными размытыми пятнами и крапинками или тёмно-серой полосой посередине. Радужная оболочка глаз у обыкновенной медянки жёлтая или красная.
Верхнечелюстные зубы постепенно увеличиваются по направлению в глубь пасти, причём последние два не отделены от остальных промежутком. Бороздчатыми зубами медянка не обладает.

## Распространение
Обитает практически на всей территории Европы (кроме Ирландии, большей части Великобритании, Северной Скандинавии, центральной и южной части Иберийского полуострова и островов Средиземного моря) до западного Казахстана и Кавказа, а также до северного Ирана.
Основную часть ареала занимает номинативный подвид, ареал которого в России занимает практически все южные регионы европейской территории страны, на востоке — до южной части западной Сибири. Северная граница ареала в западной его части проходит через Псковскую область, в восточной части поднимается до Пермского края, Свердловской и Тюменской областей. Определяется эта граница, в первую очередь, температурным фактором. В данном случае она практически совпадает со средней июльской изотермой +18°С.
В прошлом единичные находки были известны и из некоторых других более северных регионов европейской территории России (например, из Вологодской и Ярославской областей).
Среди населения медянкой часто называют совершенно другие виды змей (как ядовитые, так и не ядовитые), а также безногих ящериц. В связи с этим название этого вида можно услышать от жителей самых северных регионов страны, Сибири и Дальнего Востока, то есть там, где обыкновенная медянка как вид отсутствует.
На южных Пиренеях и острове Сицилия обитает подвид Coronella austriaca fitzingeri (Bonaparte, 1840), отличающийся от номинативного меньшими размерами и наличием немногих спинных пятен.

## Образ жизни
Медянки предпочитают облесенные поляны, солнечные опушки, сухие луга и вырубки в различных типах леса, избегая сырых мест, хотя хорошо плавают. В горы поднимаются на высоту до 3000 м над уровнем моря, обживая каменистые остепнённые участки с ксерофитной растительностью. Убежищами им служат норы грызунов и ящериц, пустоты под камнями и корой упавших стволов деревьев, трещины скал.
Ведёт дневной образ жизни (с пиком активности утром и вечером), но иногда появляется из укрытий в сумерках и даже в ясные лунные ночи. В течение нескольких лет не меняет своих индивидуальных участков.

## Питание
Питаются медянки преимущественно (почти на 60 %) ящерицами (факультативная заурофагия), в частности — веретеницами и прыткими ящерицами, реже (до 5 % встречаемости) — другими мелкими позвоночными животными (мышами, полёвками, землеройками и птенцами воробьиных птиц, чесночницами, молодыми особями других видов змей). Остальной объём добычи приходится на насекомых, которые, возможно, являются вторичной пищей (попадая в желудок из пищеварительного тракта проглоченных ящериц). Добычу медянки сжимают кольцами тела (как удавы), поедая её живьем. Отмечены у них и случаи каннибализма.

## Размножение
Активный сезон длится около половины года. На зимовку медянки уходят в сентябре — октябре. А за 1—1,5 месяца до этого у них появляются от 2 до 15 детёнышей длиной 10—20 см с учётом хвоста. Это результат весенней копуляции (в мае), но спаривание может происходить и осенью. В этом случае самка рождает детенышей уже следующей весной (сперматозоиды остаются до весны, сохраняясь в семяприемниках самки). В поиске партнера особую роль играют выделения клоакальных желез. В процессе копуляции самец удерживает самку в области шеи челюстями, обвиваясь вокруг её тела своим. Яйца задерживаются в теле самки почти до полного развития зародышей (яйцеживорождение). Детеныши появляются в тонких яйцевых оболочках, которые разрываются вскоре после рождения, а молодые особи сразу начинают самостоятельную жизнь. Половозрелость наступает в возрасте 3—5 лет и достижении размера змеи 38—48 см без учёта хвоста. Продолжительность жизни — 12 лет.

## Враги
На медянку могут нападать куницы, ежи, кабаны, крысы, ласки и некоторые птицы. Молодыми особями питаются даже травяные лягушки. От врагов медянка защищается, сжимаясь в плотный клубок, в который она прячет голову и, шипя, совершает броски в сторону опасности. Защитой от врагов являются выделения околоклоакальных желез с неприятным запахом.

## Численность и охрана
Во многих местах медянку ошибочно считают ядовитой змеёй и убивают при первой встрече. Возможно, что её слюна, попадая в кровь ящериц, оказывает на них токсическое действие, однако для человека укус этой змеи не имеет неприятных последствий, исключая точечные проколы с выступающими капельками крови.
Международный союз охраны природы отнёс медянку к видам, вызывающим наименьшие опасения в связи с её широким распространением и предположительно большой численностью. На юге ареала она считается обычным видом, в то время как на севере она редка, и многие популяции фрагментированы. Крайне редка в южной Швеции, особенно на Аландских островах, на юге Пиренейского полуострова, в европейской части России и Казахстане. В Швейцарии относительно многочисленна в Альпах, но из-за развития сельского хозяйства на равнинах численность снижается.
Вид числится в Приложении II Бернской конвенции об охране дикой фауны и флоры и природных сред обитания и в Приложении IV Директивы Европейского союза 92/43/ЕЭС. Охраняется законом в большей части государств Западной Европы. Считается уязвимым видом в Польше и Швейцарии. Занесена в Красные книги Литвы (2021), Беларуси и Украины.
В России вид включён в Красные книги Белгородской, Брянской, Владимирской, Волгоградской, Вологодской, Воронежской, Ивановской, Калужской, Кировской, Курганской, Курской, Костромской, Липецкой, Московской, Нижегородской, Новгородской, Оренбургской, Псковской, Ростовской, Рязанской, Самарской, Саратовской, Свердловской, Тамбовской, Тверской, Тульской, Челябинской, Ульяновской и Ярославской областей; Пермского и Ставропольского края; Республики Башкортостан, Республики Калмыкия, Республики Марий Эл, Республики Мордовия, Республики Татарстан, Удмуртской Республики, Чувашской Республики. В субъектах Российской Федерации к северу от Краснодарского края вид в границах своего ареала не числится лишь в Красной книге Смоленской области, а в Красных книгах Орловской и Пензенской областей медянка занесена в Приложение к этим изданиям.

## Фото
- Только вылупившийся выводок
- На почтовой марке Беларуси, 2003